# Чемпионат России по кёрлингу среди женщин 2011
19-й Чемпионат России по кёрлингу среди женщин 2011 проводился с 24 по 27 февраля 2011 года в городе Тверь (1-й круг) и с 31 марта по 3 апреля 2011 года в городе Дмитров (2-й круг). Чемпионат проводился в двух дивизионах — Высшая лига, группа «А» (8 команд) и Высшая лига, группа «Б» (8 команд).
Чемпионский титул выиграла команда «ЭШВСМ "Москвич"-1» (Москва; скип Людмила Прививкова), серебряными призёрами стала команда «Москва» (скип Анна Сидорова). Бронзовые медали выиграла команда «Московская область» (Дмитров; скип Татьяна Смирнова).
Обладателями Кубка России среди женщин 2007 стала тоже команда «Москва» (скип Ольга Жаркова), второе место заняла команда «ЭШВСМ "Москвич"-1» (Москва; скип Людмила Прививкова), третье место — команда «ЭШВСМ "Москвич"-2» (Москва; скип Виктория Макаршина).

## Регламент турнира
Команды в каждом дивизионе (группа «А», группа «Б») играют между собой по круговой системе в два круга. Места распределяются по общему количеству побед. В случае равенства этого показателя у двух и более команд приоритет отдается преимуществу в личных встречах соперников, если число побед в личных встречах между двумя командами одинаково — они играют дополнительный матч (тай-брейк). Команда, занявшая 8-е место в группе «А», на следующем чемпионате выступает в группе «Б»; команда, занявшая 1-е место в группе «Б», в следующем чемпионате выступает в группе «А». Команды, занявшие 7-е место в группе «А» и 2-е место в группе «Б», играют стыковой матч за право на следующем чемпионате играть в группе «А».

## Высшая лига, группа «А»

### Составы команд
|    | Команда                              | Четвёртый (скип)   | Третий            | Второй             | Первый              | Запасной                     |
| -- | ------------------------------------ | ------------------ | ----------------- | ------------------ | ------------------- | ---------------------------- |
| А1 | ЭШВСМ «Москвич»-2 (Москва)           | Виктория Макаршина | Надежда Лепезина  | Александра Саитова | Анна Лобова         | Юлия Светова                 |
| А2 | Адамант-СКА (Санкт-Петербург)        | Виктория Моисеева  | Оксана Гертова    | Олеся Глущенко     | Мария Дуюнова       | Олеся Колесникова            |
| А3 | СКА (Санкт-Петербург)                | Яна Некрасова      | Наталья Эверт     | Яна Голобородько   | Светлана Фильчакова | Ирина Колесникова            |
| А4 | ЦЗВС Московской области (Дмитров)    | Татьяна Смирнова   | Анастасия Скултан | Татьяна Лукина     | Юлия Сторожева      | Анна Грецкая, Марина Вдовина |
| А5 | ЭШВСМ «Москвич»-1 (Москва)           | Людмила Прививкова | Маргарита Фомина  | Екатерина Антонова | Екатерина Галкина   | Анастасия Прокофьева         |
| А6 | Юность-Метар-1 (Челябинская область) | Дарья Ященко       | Анна Кунцева      | Елена Жучкова      | Марина Согрина      | Наталья Зайцева              |
| А7 | Москвич (Москва)                     | Алина Биктимирова  | Евгения Дёмкина   | Екатерина Кузьмина | Валерия Шелкова     | Рената Нуркаева              |
| А8 | Москва                               | Анна Сидорова      | Кира Езех         | Ольга Зябликова    | Галина Арсенькина   | Ольга Лаврова                |

### Групповой этап
|    | Команда (скип)                             | А1       | А2        | А3        | А4        | А5        | А6       | А7       | А8       | В  | П  | Место |
| -- | ------------------------------------------ | -------- | --------- | --------- | --------- | --------- | -------- | -------- | -------- | -- | -- | ----- |
| А1 | ЭШВСМ «Москвич»-2 (Виктория Макаршина)     | *        | 5:4 5:3   | 9:6 7:3   | 10:2 4:8  | 5:7 3:7   | 9:5 9:5  | 2:8 11:6 | 4:5 6:8  | 8  | 6  | 3     |
| А2 | Адамант-СКА (Виктория Моисеева)            | 4:5 3:5  | *         | 5:3 4:1   | 2:13 1:11 | 2:7 2:9   | 6:5 3:5  | 3:10 5:3 | 5:6 4:9  | 4  | 10 | 6     |
| А3 | СКА (Яна Некрасова)                        | 6:9 3:7  | 3:5 1:4   | *         | 7:3 6:5   | 3:10 5:11 | 9:4 9:4  | 2:8 5:11 | 2:7 3:4  | 4  | 10 | 7     |
| А4 | ЦЗВС Московской области (Татьяна Смирнова) | 2:10 8:4 | 13:2 11:1 | 3:7 5:6   | *         | 4:6 3:5   | 8:1 9:6  | 5:6 7:9  | 2:9 5:6  | 5  | 9  | 5     |
| А5 | ЭШВСМ «Москвич»-1 (Людмила Прививкова)     | 7:5 7:3  | 7:2 9:2   | 10:3 11:5 | 6:4 5:3   | *         | 9:4 8:3  | 13:1 7:2 | 9:4 7:5  | 14 | 0  | 1     |
| А6 | Юность-Метар-1 (Дарья Ященко)              | 5:9 5:9  | 5:6 5:3   | 4:9 4:9   | 1:8 6:9   | 4:9 3:8   | *        | 10:3 9:3 | 7:9 3:5  | 3  | 11 | 8     |
| А7 | Москвич (Алина Биктимирова)                | 8:2 6:11 | 10:3 3:5  | 8:2 11:5  | 6:5 9:7   | 1:13 2:7  | 3:10 3:9 | *        | 2:12 8:4 | 7  | 7  | 4     |
| А8 | Москва (Анна Сидорова)                     | 5:4 8:6  | 6:5 9:4   | 7:2 4:3   | 9:2 6:5   | 4:9 5:7   | 9:7 5:3  | 12:2 4:8 | *        | 11 | 3  | 2     |

## Высшая лига, группа «Б»

### Составы команд
|    | Команда                                 | Четвёртый (скип)     | Третий              | Второй               | Первый               | Запасной           |
| -- | --------------------------------------- | -------------------- | ------------------- | -------------------- | -------------------- | ------------------ |
| Б1 | Адамант-2 (Санкт-Петербург)             | Алина Ковалёва       | Юлия Задорожная     | Ульяна Васильева     | Елена Ефимова        |                    |
| Б2 | Новая Лига (Москва)                     | Мария Козорез        | Татьяна Сухова      | Мария Калиновская    | Мария Соколова       |                    |
| Б3 | Янтарь (Калининград)                    | Юлия Портунова (4-я) | Алиса Трегуб        | Галина Бралюк (скип) | Сусанна Гефель       | Екатерина Шарапова |
| Б4 | ЮНИОН (Москва)                          | Ксения Левицкая      | Наталья Хвацкая     | Маргарита Нестерова  | Юлия Лачевская       | Елена Биктимирова  |
| Б5 | Юность-Метар-2 (Челябинская область)    | Эжен Колчевская      | Оксана Богданова    | Динара Байгунина     | Анастасия Лапушкина  | Екатерина Кошапова |
| Б6 | ШВСМ ЗВС (Санкт-Петербург)              | Ника Моисеева        | Алёна Борисова      | Наталья Швед         | Ксения Ковшова       | Ксения Восько      |
| Б7 | СДЮСШОР г. Дмитров (Московская область) | Марина Калинина      | Анастасия Москалёва | Марина Веренич       | Дарья Морозова       | Елена Ушакова      |
| Б8 | УОР №2 (Санкт-Петербург)                | Светлана Яковлева    | Мария Рустамова     | Ирина Фёдорова       | Анастасия Брызгалова | Марина Коваленко   |

### Групповой этап
|    | Команда (скип)                       | Б1       | Б2        | Б3        | Б4        | Б5        | Б6        | Б7        | Б8       | В  | П  | Место |
| -- | ------------------------------------ | -------- | --------- | --------- | --------- | --------- | --------- | --------- | -------- | -- | -- | ----- |
| Б1 | Адамант-2 (Алина Ковалёва)           | *        | 13:4 9:1  | 4:7 11:2  | 10:6 7:3  | 10:0 9:1  | 10:0 6:2  | 8:5 7:4   | 4:8 8:1  | 12 | 2  | 1     |
| Б2 | Новая Лига (Мария Козорез)           | 4:13 1:9 | *         | 2:11 1:9  | 3:10 7:10 | 2:13 9:8  | 10:4 7:10 | 8:7 3:7   | 3:9 2:8  | 3  | 11 | 8     |
| Б3 | Янтарь (Галина Бралюк)               | 7:4 2:11 | 11:2 9:1  | *         | 6:7 13:1  | 10:2 7:1  | 10:3 9:3  | 9:10 10:3 | 6:11 6:3 | 10 | 4  | 2     |
| Б4 | ЮНИОН (Ксения Левицкая)              | 6:10 3:7 | 10:3 10:7 | 7:6 1:13  | *         | 13:0 15:1 | 9:5 9:6   | 3:11 3:9  | 7:9 6:11 | 7  | 7  | 5     |
| Б5 | Юность-Метар-2 (Эжен Колчевская)     | 0:10 1:9 | 13:2 8:9  | 2:10 1:7  | 0:13 1:15 | *         | 3:9 5:10  | 8:6 2:8   | 4:9 7:5  | 3  | 11 | 7     |
| Б6 | ШВСМ ЗВС (Ника Моисеева)             | 0:10 2:6 | 4:10 10:7 | 3:10 3:9  | 5:9 6:9   | 9:3 10:5  | *         | 5:7 W     | 5:7 8:10 | 4  | 10 | 6     |
| Б7 | СДЮСШОР г. Дмитров (Марина Калинина) | 5:8 4:7  | 7:8 7:3   | 10:9 3:10 | 11:3 9:3  | 6:8 8:2   | 7:5 L     | *         | 4:8 8:2  | 7  | 7  | 4     |
| Б8 | УОР №2 (Светлана Яковлева)           | 8:4 1:8  | 9:3 8:2   | 11:6 3:6  | 9:7 11:6  | 9:4 5:7   | 7:5 10:8  | 8:4 2:8   | *        | 10 | 4  | 2     |

В матче 2-го круга ШВСМ ЗВС и СДЮСШОР г. Дмитров счёт не указан, только «кто победил»; «W» — победа, «L» — поражение
     Проходят в тай-брейк за 2-е место

#### Тай-брейк за 2-е место
|  | .                          |                            |                            |                            |                            |                            |                            |                            |                            |   |
|  |                            |                            |                            |                            |                            |                            |                            |                            |                            |   |
|  | Янтарь (Галина Бралюк)     | Янтарь (Галина Бралюк)     | Янтарь (Галина Бралюк)     | Янтарь (Галина Бралюк)     | Янтарь (Галина Бралюк)     | Янтарь (Галина Бралюк)     | Янтарь (Галина Бралюк)     | Янтарь (Галина Бралюк)     | Янтарь (Галина Бралюк)     | W |
|  | Янтарь (Галина Бралюк)     | Янтарь (Галина Бралюк)     | Янтарь (Галина Бралюк)     | Янтарь (Галина Бралюк)     | Янтарь (Галина Бралюк)     | Янтарь (Галина Бралюк)     | Янтарь (Галина Бралюк)     | Янтарь (Галина Бралюк)     | Янтарь (Галина Бралюк)     | W |
|  | УОР №2 (Светлана Яковлева) | УОР №2 (Светлана Яковлева) | УОР №2 (Светлана Яковлева) | УОР №2 (Светлана Яковлева) | УОР №2 (Светлана Яковлева) | УОР №2 (Светлана Яковлева) | УОР №2 (Светлана Яковлева) | УОР №2 (Светлана Яковлева) | УОР №2 (Светлана Яковлева) | L |
|  | УОР №2 (Светлана Яковлева) | УОР №2 (Светлана Яковлева) | УОР №2 (Светлана Яковлева) | УОР №2 (Светлана Яковлева) | УОР №2 (Светлана Яковлева) | УОР №2 (Светлана Яковлева) | УОР №2 (Светлана Яковлева) | УОР №2 (Светлана Яковлева) | УОР №2 (Светлана Яковлева) | L |

Счёт в матче не указан в источнике, только «победила команда Янтарь», которая, заняв 2-е место в группе «Б», выходит на стыковой матч с командой СКА, занявшей 7-е место в группе «А», за право на следующем чемпионате играть в группе «А».

## Стыковой матч
Победитель в следующем году играет в группе «А», проигравший — в группе «Б».
|  | .                      |                        |                        |                        |                        |                        |                        |                        |                        |   |
|  |                        |                        |                        |                        |                        |                        |                        |                        |                        |   |
|  | СКА (Яна Некрасова)    | СКА (Яна Некрасова)    | СКА (Яна Некрасова)    | СКА (Яна Некрасова)    | СКА (Яна Некрасова)    | СКА (Яна Некрасова)    | СКА (Яна Некрасова)    | СКА (Яна Некрасова)    | СКА (Яна Некрасова)    | L |
|  | СКА (Яна Некрасова)    | СКА (Яна Некрасова)    | СКА (Яна Некрасова)    | СКА (Яна Некрасова)    | СКА (Яна Некрасова)    | СКА (Яна Некрасова)    | СКА (Яна Некрасова)    | СКА (Яна Некрасова)    | СКА (Яна Некрасова)    | L |
|  | Янтарь (Галина Бралюк) | Янтарь (Галина Бралюк) | Янтарь (Галина Бралюк) | Янтарь (Галина Бралюк) | Янтарь (Галина Бралюк) | Янтарь (Галина Бралюк) | Янтарь (Галина Бралюк) | Янтарь (Галина Бралюк) | Янтарь (Галина Бралюк) | W |
|  | Янтарь (Галина Бралюк) | Янтарь (Галина Бралюк) | Янтарь (Галина Бралюк) | Янтарь (Галина Бралюк) | Янтарь (Галина Бралюк) | Янтарь (Галина Бралюк) | Янтарь (Галина Бралюк) | Янтарь (Галина Бралюк) | Янтарь (Галина Бралюк) | W |

Счёт в матче не указан в источнике, только «победила команда Янтарь».

## Итоговая классификация
| Место | Команда                           | Скип               | И  | В  | П  |
| ----- | --------------------------------- | ------------------ | -- | -- | -- |
| 1     | ЭШВСМ «Москвич»-1 (Москва)        | Людмила Прививкова | 14 | 14 | 0  |
| 2     | Москва                            | Анна Сидорова      | 14 | 11 | 3  |
| 3     | ЭШВСМ «Москвич»-2 (Москва)        | Виктория Макаршина | 14 | 8  | 6  |
| 4     | Москвич                           | Алина Биктимирова  | 14 | 7  | 7  |
| 5     | ЦЗВС Московской области (Дмитров) | Татьяна Смирнова   | 14 | 5  | 9  |
| 6     | Адамант-СКА (Санкт-Петербург)     | Виктория Моисеева  | 14 | 4  | 10 |
| 7     | СКА (Санкт-Петербург)             | Яна Некрасова      | 15 | 4  | 11 |
| 8     | Юность-Метар-1 (Челябинск)        | Дарья Ященко       | 14 | 3  | 11 |
| 9     | Адамант-2 (Санкт-Петербург)       | Алина Ковалёва     | 14 | 12 | 2  |
| 10    | Янтарь (Калининград)              | Галина Бралюк      | 16 | 12 | 4  |
| 11    | УОР №2 (Санкт-Петербург)          | Светлана Яковлева  | 15 | 10 | 5  |
| 12    | СДЮСШОР г. Дмитров                | Марина Калинина    | 14 | 7  | 7  |
| 13    | ЮНИОН (Москва)                    | Ксения Левицкая    | 14 | 7  | 7  |
| 14    | ШВСМ ЗВС (Санкт-Петербург)        | Ника Моисеева      | 14 | 4  | 10 |
| 15    | Юность-Метар-2 (Челябинск)        | Эжен Колчевская    | 14 | 3  | 11 |
| 16    | Новая Лига (Москва)               | Мария Козорез      | 14 | 3  | 11 |

     На следующем чемпионате переходят в турнир группы «А»
     На следующем чемпионате переходят в турнир группы «Б»